# Transneptunskt objekt

Storleksjämförelse mellan de största transneptunska objekten.

Ett transneptunskt objekt (TNO) är en himlakropp i solsystemet, som kretsar kring solen på ett större medelavstånd från den än planeten Neptunus. Kuiperbältet, Scattered disc, Extended Scattered disc och Oorts kometmoln är namn på fyra divisioner inom detta område av rymden.
Det första transneptunska objektet som upptäcktes var planeten (numera dvärgplaneten) Pluto år 1930. Då kände man inte till något annat objekt bortom Neptunus. Det tog sedan över 60 år innan man upptäckte nästa TNO (förutom upptäckten av Plutos måne Charon, som inträffade tidigare). Sedan 1992 har över tusen objekt upptäckts, med olika storlek och ytkomposition.